# Pałac w Danielowicach
Pałac w Danielowicach – wybudowany w początkach XIX w., w Danielowicach.

## Położenie
Pałac położony jest we wsi w Polsce, w województwie dolnośląskim, w powiecie oławskim, w gminie Domaniów.

## Historia
Obiekt, obecnie szkoła z początku XIX w., przebudowany w początku XX w., jest częścią zespołu pałacowego, w skład którego wchodzi jeszcze park oraz mauzoleum w parku z początku XIX wieku.

## Architektura
Pałac jest murowany wybudowany na planie prostokąta. Na początku dwukondygnacyjny, później trzykondygnacyjny. Budynek nakryty jest dachem dwuspadowym, obecnie płaskim. Nieopodal pałacu występują fragmenty parku krajobrazowego.